# (612549) 2003 HG57
(612549) 2003 HG57 est un objet transneptunien de magnitude absolue 6,35 son diamètre est estimé à 129 km, il possède un satellite qui aurait une taille égale et qui a été découvert grâce au télescope Hubble. Les deux objets orbitent à 11 200 ± 50 km l'un de l'autre,.